# DY Весов
DY Весов (лат. DY Librae) — одиночная переменная звезда в созвездии Весов на расстоянии (вычисленном из значения параллакса) приблизительно 18616 световых лет (около 5708 парсеков) от Солнца. Видимая звёздная величина звезды — от +15,8m до +14,7m.

## Характеристики
DY Весов — пульсирующая переменная звезда типа RR Лиры (RRAB).